# Edificio Alcide De Gasperi
L'Edificio Alcide De Gasperi (in francese Bâtiment Alcide De Gasperi) è un grattacielo della città di Lussemburgo.

## Storia
I lavori di costruzione dell'edificio, eretto per ospitare uffici del Parlamento Europeo, sono iniziati nel 1960 e sono stati ultimati nel 1965. All'epoca della sua inaugurazione era l'edificio più alto del Lussemburgo. L'edificio è intitolato al politico italiano Alcide De Gasperi.

## Descrizione
L'edificio sorge nel quartiere di Kirchberg di Lussemburgo e presenta un'altezza di 77 metri per 22 piani.

## Galleria d'immagini

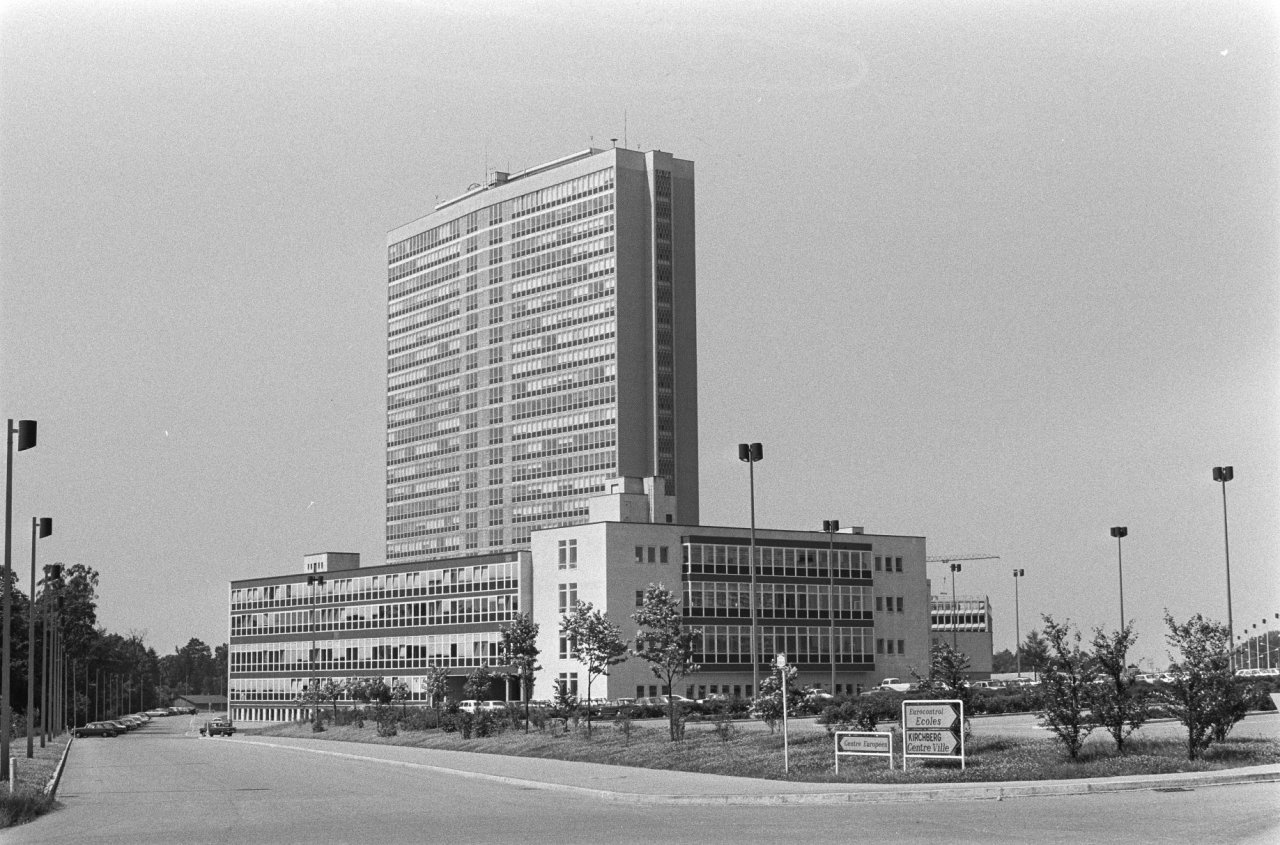
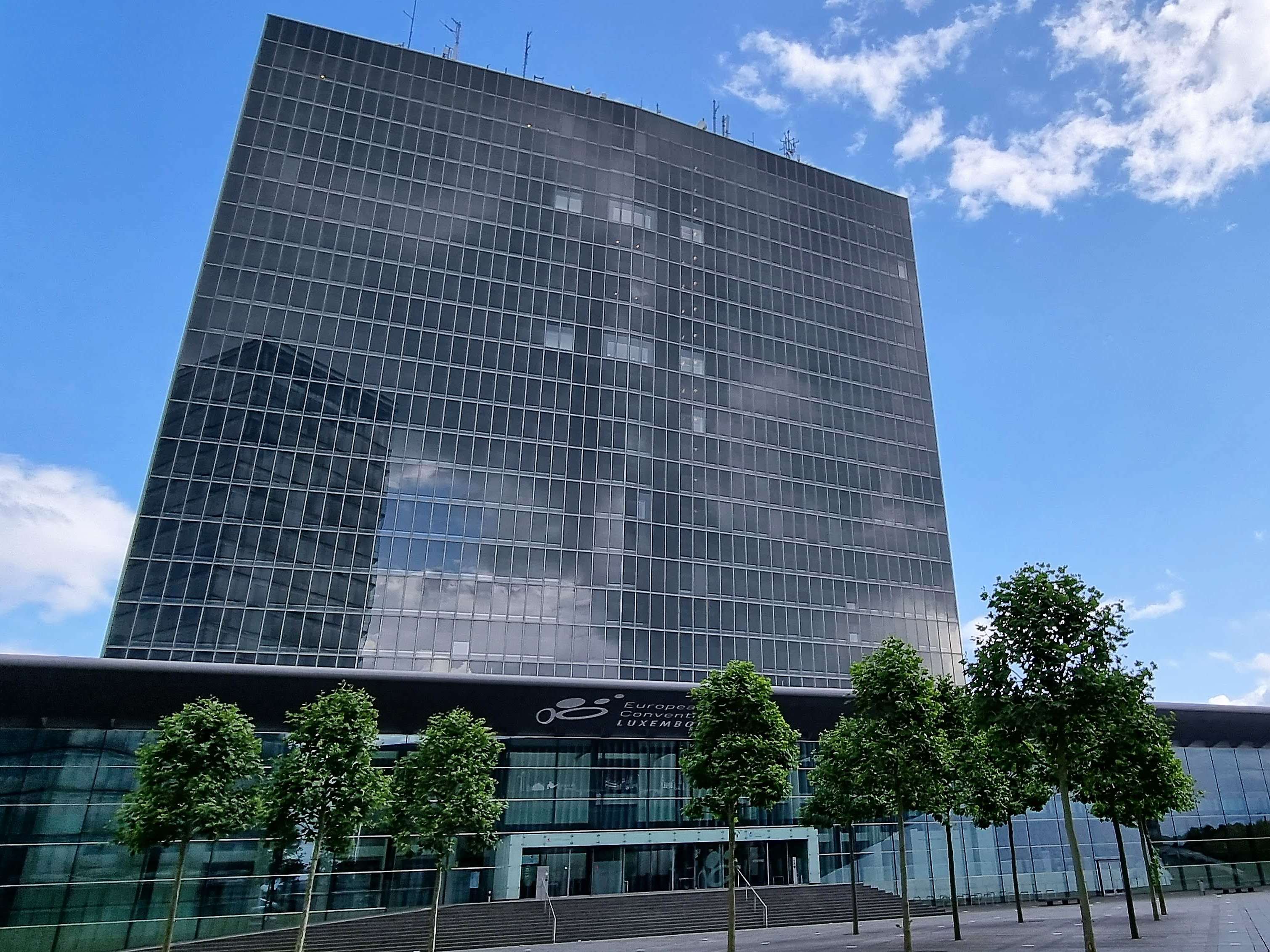
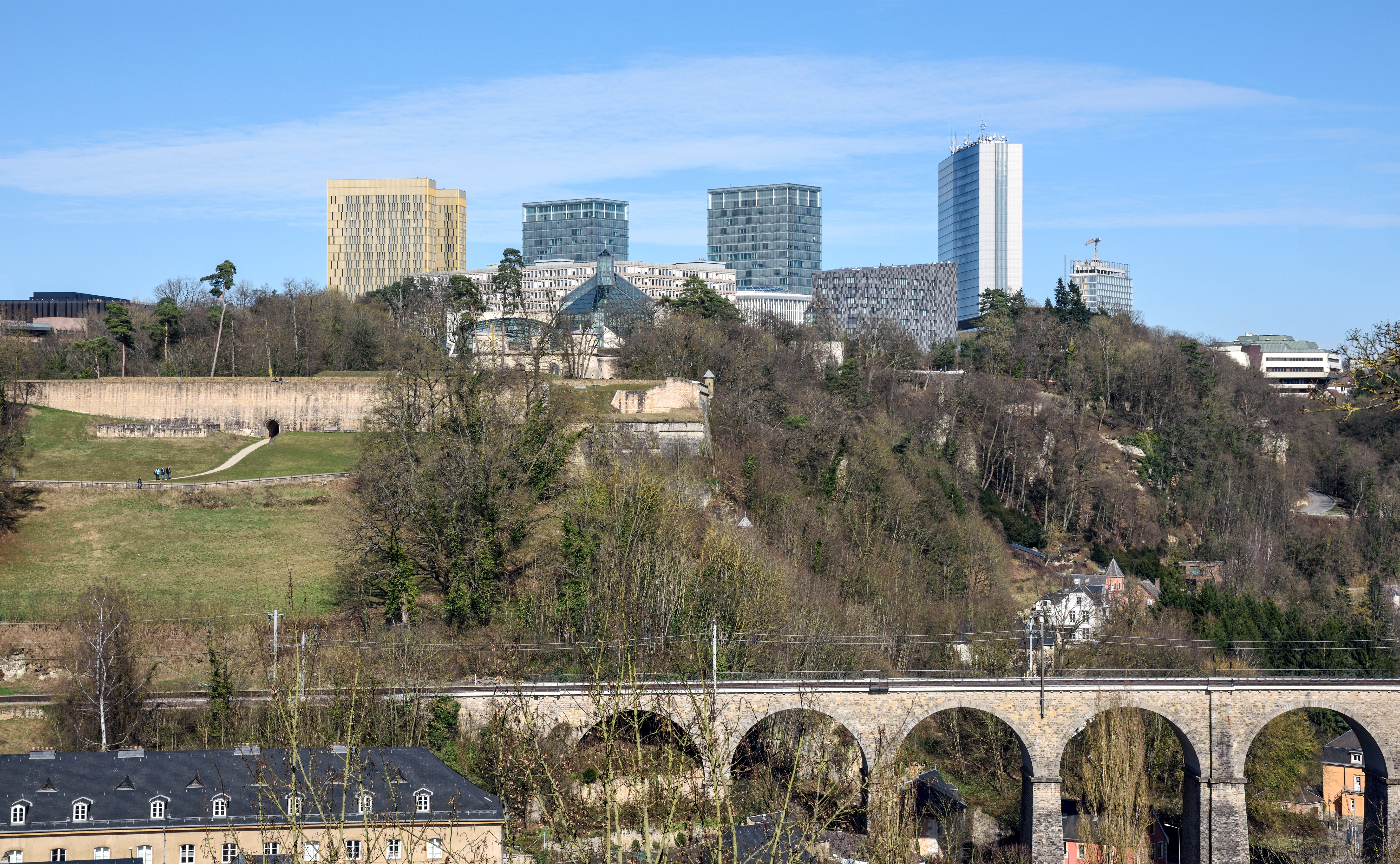